# Jaguarari
Jaguarari là một đô thị thuộc bang Bahia, Brasil. Đô thị này có diện tích 2567,158 km², dân số năm 2007 là 23770 người, mật độ 9,26 người/km².